# Ренолдз, Джек (футболист, 1869)
Джон Ре́нолдз (англ. John Reynolds; 21 февраля 1869 — 12 марта 1917), более известный как Джек Ре́нолдз (англ. Jack Reynolds) — английский и ирландский футболист, хавбек. Наиболее известен по выступлениям за футбольные клубы «Вест Бромвич Альбион» и «Астон Вилла», а также за национальные сборные Ирландии и Англии.
В составе клуба «Вест Бромвич Альбион» выиграл Кубок Англии, а в составе «Астон Виллы» выиграл три чемпионских титула, а также два Кубка Англии, включая «дубль» в сезоне 1896/97.
Является единственным игроком, который забивал как в ворота сборной Англии, так и за сборную Англии (исключая игроков, забивших автогол). До 2019 года также был единственным игроком, сыгравшим и за сборную Ирландии, и за сборную Англии, после чего это достижение повторил Деклан Райс спустя 120 лет после Ренолдза.

## Клубная карьера
Ренолдз родился в Блэкберне (графство Ланкашир), но вырос в ирландском городке Эхохилл в графстве Антрим. Ходил в ирландские школы в Портгленоне и Баллимине, играя в футбол за школьные команды. В возрасте 15 лет вернулся в английский Блэкберн, где играл за молодёжные команды местных клубов «Уиттон», «Блэкберн Роверс» и «Блэкберн Парк Роуд». В составе «Блэкберн Парк Роуд» сравнял счёт в матче первого раунда против «Клифтонвилла» 9 октября 1886 года, а также сыграл в переигровке первого раунда 23 октября 1886 года, в котором его команда одержала победу со счётом 7:2.
В декабре 1886 года вступил в ряды Британской армии, вступив в полк Восточного Ланкашира (англ. East Lancashire Regiment). Выступал за футбольную команду полка, а также, во время прохождения службы в Ирландии, за клубы «Дистиллери» и «Ольстер». В «Дистиллери» играл вместе с легендарным ирландцем Олфертом Стэнфилдом. 8 октября 1887 года сыграл за «Дистиллери» в Кубке Англии против своей бывшей команды «Блэкберн Парк Роуд». Однако Футбольная ассоциация Англии вскоре после этого на год дисквалифицировала Ренолдза за «нелегальный» переход в «Дистиллери». В декабре 1889 года «Дистиллери» официально «выкупил» Ренолдза из команды полка Восточного Ланкашира. 7 декабря 1889 года он сыграл за ирландский клуб в матче четвёртого отборочного раунда Кубка Англии против «Линфилда», отметившись голом. 8 января 1890 года Ренолдз сыграл в первом раунде Кубка Англии против «Болтон Уондерерс», забив в нём гол, однако «Дистиллери» был разгромлен со счётом 10:2. В том же сезоне он помог команде дойти до финала Кубка графства Антрим, в котором «Дистиллери» проиграл «Линфилду».
В июне 1890 года перешёл в другой ирландский клуб «Ольстер». В сезоне 1890/91 помог команде занять второе место в первом в истории розыгрыше чемпионата Ирландской лиги, а также дойти до финала Ирландского кубка, в котормо «Ольстер» проиграл «Линфилду».
По окончании сезона 1890/91 перешёл в английский клуб «Вест Бромвич Альбион». Провёл в клубе два сезона и помог «дроздам» выиграть Кубок Англии, обыграв в финальном матче «Астон Виллу» со счётом 3:0 (один из голов забил Джек). Во время выступлений за «Альбион» Рейнолдз также играл за «Дройтуич Таун» в качестве гостя.
В мае 1893 года перешёл в бирмингемский клуб «Астон Вилла» за 50 фунтов стерлингов. Дебютировал за «Виллу» 2 сентября 1893 года в матче Первого дивизиона против своей бывшей команды «Вест Бромвич Альбион», отличившись забитым с пенальти голом.
С 1893 по 1897 год провёл за «Астон Виллу» 110 матчей и забил 14 голов. Был одним из ключевых игроков бирмингемского клуба в один из самых успешных периодов в его истории и помог команде завоевать три чемпионских титула в сезонах 1893/94, 1895/96 и 1896/97, а также два Кубка Англии в 1895 и 1897 году. В сезоне 1896/97 «Астон Вилла» стала вторым английским клубом (после «Престон Норт Энд»), сделавшим «дубль» (победы в чемпионате и в национальном кубке в одном сезоне). В финале Кубка Англии 1895 года Ренолдз помог «Вилле» обыграть «Вест Бромвич Альбион». Таким образом, он выиграл Кубок Англии в составе обеих команд, обыграв в финале и ту, и другую.
В мае 1897 года перешёл в шотландский клуб «Селтик», но провёл за команду только пять матчей и забил один гол (в игре против «Хиберниана» 27 ноября 1897 года). В январе 1898 года чего присоединился к английскому клубу «Саутгемптон», за который провёл два матча в Южной лиге.
В дальнейшем выступал за английские клубы «Бристоль Сент-Джордж», «Ройстон», новозеландский «Графтон» (в составе которого был играющим тренером в сезоне 1902/03), английские «Стокпорт Каунти» и «Уиллзден Таун». В 1904 году завершил карьеру игрока. В сезоне 1907/08 работал в тренерском штабе клуба «Кардифф Сити».

## Карьера в сборных

### Сборная Ирландии
Когда Ренолдз выступал за ирландский клуб «Дистиллери», его заметили в Ирландской футбольной ассоциации и предложили выступать за сборную Ирландии, предположив, что он родился в Ирландии (хотя это было не так), учитывая его выступления на ирландские клубы и характерный для графства Антрим акцент. 8 февраля 1890 года он дебютировал за ирландскую сборную в матче против сборной Уэльса. 15 марта того же года он сыграл против сборной Англии и забил единственный гол ирландцев, которые проиграли со счётом 1:9. В следующем году провёл ещё три матча за сборную Ирландии.

#### Список матчей за сборную Ирландии
| Матчи Джека Ренолдза за сборную Ирландии | Матчи Джека Ренолдза за сборную Ирландии | Матчи Джека Ренолдза за сборную Ирландии | Матчи Джека Ренолдза за сборную Ирландии | Матчи Джека Ренолдза за сборную Ирландии | Матчи Джека Ренолдза за сборную Ирландии | Матчи Джека Ренолдза за сборную Ирландии |
| №                                        | Дата                                     | Стадион                                  | Соперник                                 | Результат                                | Голы Ренолдза                            | Турнир                                   |
| ---------------------------------------- | ---------------------------------------- | ---------------------------------------- | ---------------------------------------- | ---------------------------------------- | ---------------------------------------- | ---------------------------------------- |
| 1                                        | 8 февраля 1890                           | «Олд Рейскорс», Шрусбери                 | Уэльс                                    | 2:5                                      |                                          | Домашний чемпионат 1890                  |
| 2                                        | 15 марта 1890                            | «Баллинафей Парк», Белфаст               | Англия                                   | 1:9                                      | 70′                                      | Домашний чемпионат 1890                  |
| 3                                        | 7 февраля 1891                           | «Ольстервилл», Белфаст                   | Уэльс                                    | 7:2                                      |                                          | Домашний чемпионат 1891                  |
| 4                                        | 7 марта 1891                             | «Молинью», Вулвергемптон                 | Англия                                   | 1:6                                      |                                          | Домашний чемпионат 1891                  |
| 5                                        | 28 марта 1891                            | «Селтик Парк», Глазго                    | Шотландия                                | 1:2                                      |                                          | Домашний чемпионат 1891                  |

Итого: 5 матчей / 1 гол; 1 победа, 0 ничьих, 4 поражения.

### Сборная Англии
После того, как Ренолдз переехал в Англию и начал выступать за «Вест Бромвич Альбион», Футбольная ассоциация Англии выяснила, что он родился в Англии, поэтому он больше не играл за Ирландию, а начал выступать за сборную Англии. 2 апреля 1892 года он дебютировал за сборную Англии в матче против сборной Шотландии. 13 марта 1893 года он забил гол в матче против сборной Уэльса. Согласно некоторым отчётам он также забил гол в матче против Шотландии 1 апреля 1893 года, однако большинство источников считают, что Ренолдз не забивал в той игре, а его гол стал частью хет-трика Фреда Спайксли
Всего провёл за сборную Англии 8 матчей и забил 2 гола (по другим данным 3 гола) и помог англичанам завоевать трижды выиграть |Домашний чемпионат Великобритании.
Также сыграл четыре матча за сборную Футбольной лиги.

#### Список матчей за сборную Англии
| Матчи Джека Ренолдза за сборную Англии | Матчи Джека Ренолдза за сборную Англии | Матчи Джека Ренолдза за сборную Англии | Матчи Джека Ренолдза за сборную Англии | Матчи Джека Ренолдза за сборную Англии | Матчи Джека Ренолдза за сборную Англии | Матчи Джека Ренолдза за сборную Англии |
| №                                      | Дата                                   | Стадион                                | Соперник                               | Результат                              | Голы Ренолдза                          | Турнир                                 |
| -------------------------------------- | -------------------------------------- | -------------------------------------- | -------------------------------------- | -------------------------------------- | -------------------------------------- | -------------------------------------- |
| 1                                      | 2 апреля 1892                          | «Айброкс Парк», Глазго                 | Шотландия                              | 4:1                                    |                                        | Домашний чемпионат 1892                |
| 2                                      | 13 марта 1893                          | «Баллинафей Парк», Белфаст             | Уэльс                                  | 6:0                                    | 75′                                    | Домашний чемпионат 1893                |
| 3                                      | 1 апреля 1893                          | «Ричмонд Атлетик Граунд», Ричмонд      | Шотландия                              | 5:2                                    |                                        | Домашний чемпионат 1893                |
| 4                                      | 3 марта 1894                           | «Солитьюд», Белфаст                    | Ирландия                               | 2:2                                    |                                        | Домашний чемпионат 1894                |
| 5                                      | 7 апреля 1894                          | «Солитьюд», Белфаст                    | Шотландия                              | 2:2                                    | 85′                                    | Домашний чемпионат 1894                |
| 6                                      | 6 апреля 1895                          | «Гудисон Парк», Ливерпуль              | Шотландия                              | 3:0                                    |                                        | Домашний чемпионат 1895                |
| 7                                      | 29 марта 1897                          | «Брэмолл Лейн», Шеффилд                | Уэльс                                  | 4:0                                    |                                        | Домашний чемпионат 1897                |
| 8                                      | 3 апреля 1897                          | «Кристал Пэлас», Лондон                | Шотландия                              | 1:2                                    |                                        | Домашний чемпионат 1897                |

Итого: 8 матчей / 2 гола; 5 побед, 2 ничьи, 1 поражение.

## Стиль игры
Выступал на позиции хавбека. Несмотря на небольшой рост (менее 165 см) считался «умным» игроком, особенно хорошо проявляя себя в «больших матчах», отдавая голевые передачи и забивая важные голы.

## Личная жизнь
У Ренолдза была репутация любителя алкоголя и женщин. В 1898 году его судили в Бирмингеме за «соблазнение» 18-летней девушки, которая родила от него ребёнка и которого он должен был материально обеспечить. Суд обязал его выплатить 20 фунтов стерлингов на материальные нужды ребёнка.
После завершения футбольной карьеры жил в Шеффилде и работал шахтёром на угольной шахте. Умер в одиночестве в своём доме в Шеффилде от «естественных причин».

## Достижения
«Дистиллери»

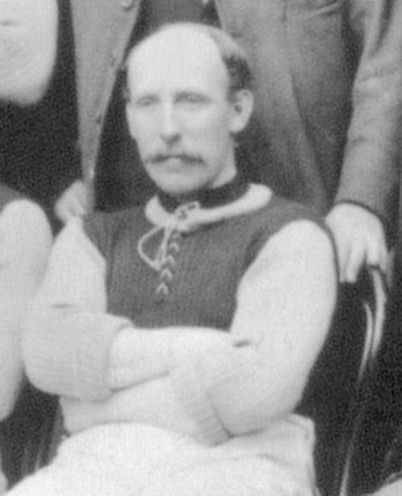
Джек Ренолдз в 1897 году

- Финалист Кубка графства Антрим: 1889/90

«Ольстер»
- Вице-чемпион Ирландской лиги: 1890/91
- Финалист Ирландского кубка: 1890/91

«Вест Бромвич Альбион»
- Обладатель Кубка Англии: 1892

«Астон Вилла»
- Чемпион Англии: 1893/94, 1895/96, 1896/97
- Обладатель Кубка Англии: 1895, 1897

Сборная Англии
- Победитель Домашнего чемпионата: 1892, 1893, 1895